# (674118) 2015 KH162
(674118) 2015 KH162 ist ein großes transneptunisches Objekt, welches bahndynamisch als SDO oder auch allgemeiner als „Distant Object“ eingestuft wird. Aufgrund seiner Größe ist der Asteroid ein Zwergplanetenkandidat.

## Entdeckung
(674118) 2015 KH162 wurde von einem amerikanischen Astronomenteam, bestehend aus Scott Sheppard, David Tholen und Chad Trujillo, am Mauna-Kea-Observatorium (Hawaii) auf Aufnahmen des 8,2–m–Subaru-Teleskops vom 18. Mai 2015 entdeckt. Der Planetoid befand sich zum Zeitpunkt der Entdeckung im Sternbild Schlange. Die Entdeckung wurde am 23. Februar 2016 bekanntgegeben.
Nach seiner Entdeckung ließ sich (674118) 2015 KH162 auf Fotos bis zum 26. Februar 2010, die mit Pan-STARRS gemacht wurden, zurückgehend identifizieren und damit sein Beobachtungszeitraum um fünf Jahre verlängern, um so seine Umlaufbahn genauer zu berechnen. Im September 2018 lagen insgesamt 206 Beobachtungen über einen Zeitraum von 9 Jahren vor. Die bisher letzte Beobachtung wurde im Mai 2018 ebenfalls im Rahmen des Pan-STARRS-Programmes durchgeführt.

## Eigenschaften

### Umlaufbahn
(674118) 2015 KH162 umkreist die Sonne in 490,87 Jahren auf einer stark elliptischen Umlaufbahn zwischen 41,68 AE und 82,77 AE Abstand zu deren Zentrum. Die Bahnexzentrizität beträgt 0,330, die Bahn ist 28,82° gegenüber der Ekliptik geneigt. Derzeit ist der Planetoid 59,88 AE von der Sonne bzw. 60,11 AE von der Erde entfernt. Das Perihel durchlief er das letzte Mal 1930, der nächste Periheldurchlauf dürfte also im Jahre 2421 erfolgen. (Stand 1. Februar 2019)
Marc Buie (DES) stuft ihn als SDO ein; das Minor Planet Center führt es ebenfalls als SDO und auch als «Distant Object».

### Größe
Derzeit wird von einem Durchmesser von etwa 587 km ausgegangen, basierend auf einem Rückstrahlvermögen von 9 % und einer absoluten Helligkeit von 4,6 m; dies ist allerdings mit einigen Unsicherheiten behaftet, da aufgrund der noch unbekannten Albedo die Einschätzungen von 400 bis 800 km reichen. Die scheinbare Helligkeit von (674118) 2015 KH162 beträgt 22,07 m.
Da anzunehmen ist, dass sich (674118) 2015 KH162 aufgrund seiner Größe im hydrostatischen Gleichgewicht befindet und somit weitgehend rund sein muss, sollte er die Kriterien für eine Einstufung als Zwergplanet erfüllen. Mike Brown geht davon aus, dass es sich bei (674118) 2015 KH162 um wahrscheinlich einen Zwergplaneten handelt.
| Jahr                                         | Abmessungen km | Quelle   |
| -------------------------------------------- | -------------- | -------- |
| 2018                                         | 671,0          | Johnston |
| 2018                                         | 561,0          | Brown    |
| Die präziseste Bestimmung ist fett markiert. |                |          |